# Iglesia Mar y Tierra
La iglesia Mar y Tierra (del inglés: Sea and Land Church) es una iglesia histórica ubicada en Nueva York, Nueva York. La Iglesia Mar y Tierra se encuentra inscrita  en el Registro Nacional de Lugares Históricos desde el 9 de abril de 1980.  

## Ubicación
La Iglesia Mar y Tierra se encuentra dentro del condado de Nueva York en las coordenadas 40°42′46″N 73°59′42″O / 40.712778, -73.995.